# Roger Kolo
Roger Kolo (Belo Sur Tsiribihina, 3 settembre 1943) è un medico e politico malgascio con cittadinanza svizzera.
Ha ricoperto la carica di Primo ministro del Madagascar dal 16 aprile 2014 al 17 gennaio 2015.